# Tropfbett
Unter dem Begriff Tropfbett bezeichnet man bei der Jagd nach dem Schuss eine Stelle auf der Wundfährte, die durch herabtropfendes Blut (Schweiß) eines angeschossenen, flüchtigen Stückes Wild durch Verharren auf einer Stelle entstanden ist.
Im Gegensatz dazu entsteht ein Wundbett, wenn sich das verletzte Wild niedergetan (hingelegt) hat.